# Rue Manuel
La rue Manuel est une voie du 9e arrondissement de Paris, en France.

## Situation et accès

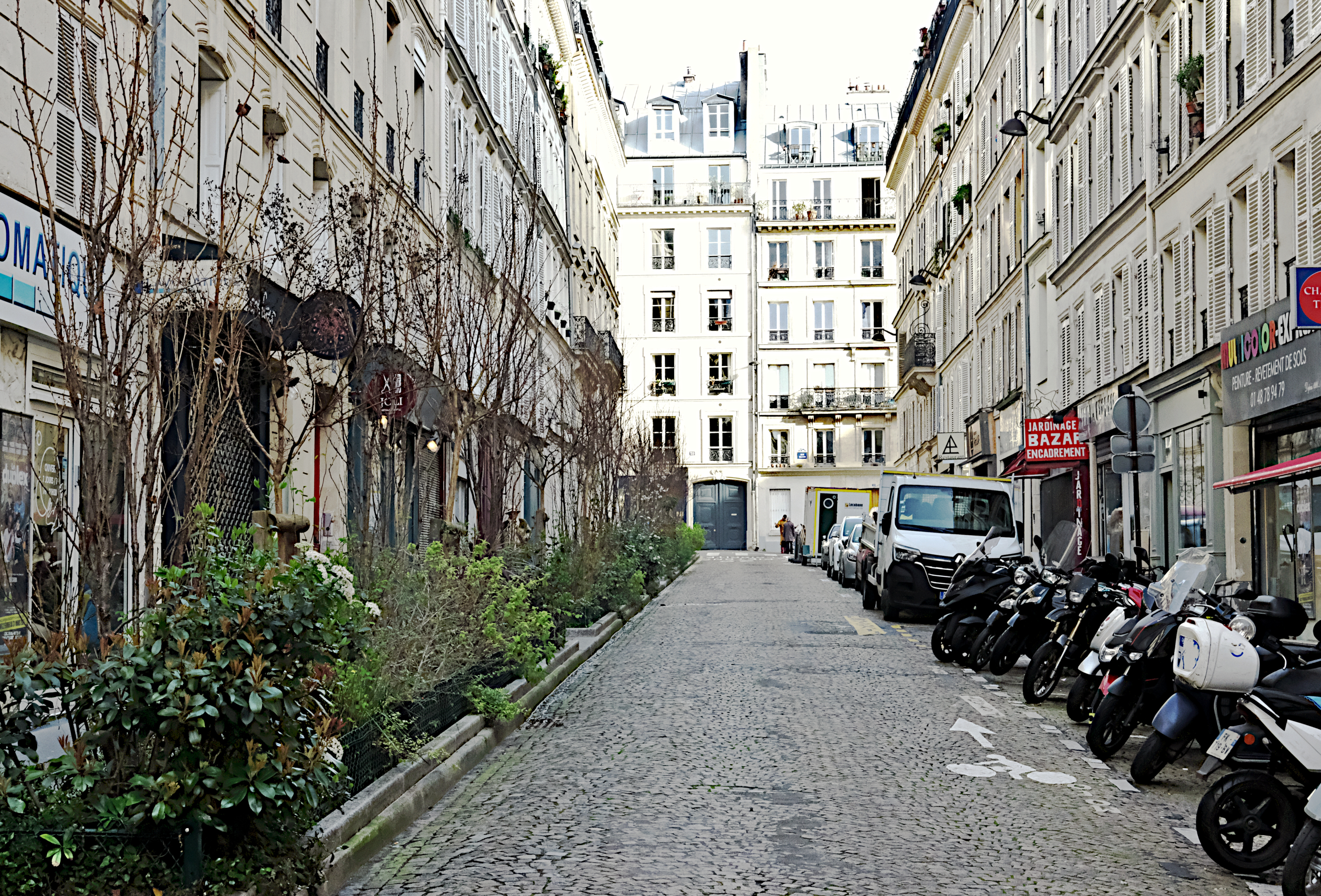
La rue Manuel vue depuis la rue des Martyrs.

La rue Manuel est une voie publique située dans le 9e arrondissement de Paris. Elle débute au 13, rue Milton et se termine au 26, rue des Martyrs.
.

## Origine du nom
Elle porte le nom du député de la Vendée Jacques-Antoine Manuel (1775-1827) qui demeurait à proximité, au no 19 rue des Martyrs.

## Historique
Initialement appelée « rue Neuve-des-Martyrs », puis « rue Morée », elle est classée dans la voirie de Paris le 27 juillet 1870, numérotée le 12 mai 1877. 
Elle prend son nom actuel par ordonnance du 13 juillet 1887 :
Le Président de la République française,
Sur la proposition du ministre de l'intérieur,
Vu l'ordonnance du 10 juillet 1886 ;
Décrète :
Article premier : Est approuvé, l'arrêté en date du 22 juin 1887 par lequel le préfet de la Seine a attribué à une voie publique de la ville de Paris (Seine), la dénomination de « rue Manuel ».
Article 2 : Le ministre de l'intérieur est chargé de l'exécution du présent décret.
Fait à Paris, le 13 juillet 1887.
Signé: Jules Grévy.

## Bâtiments remarquables et lieux de mémoire

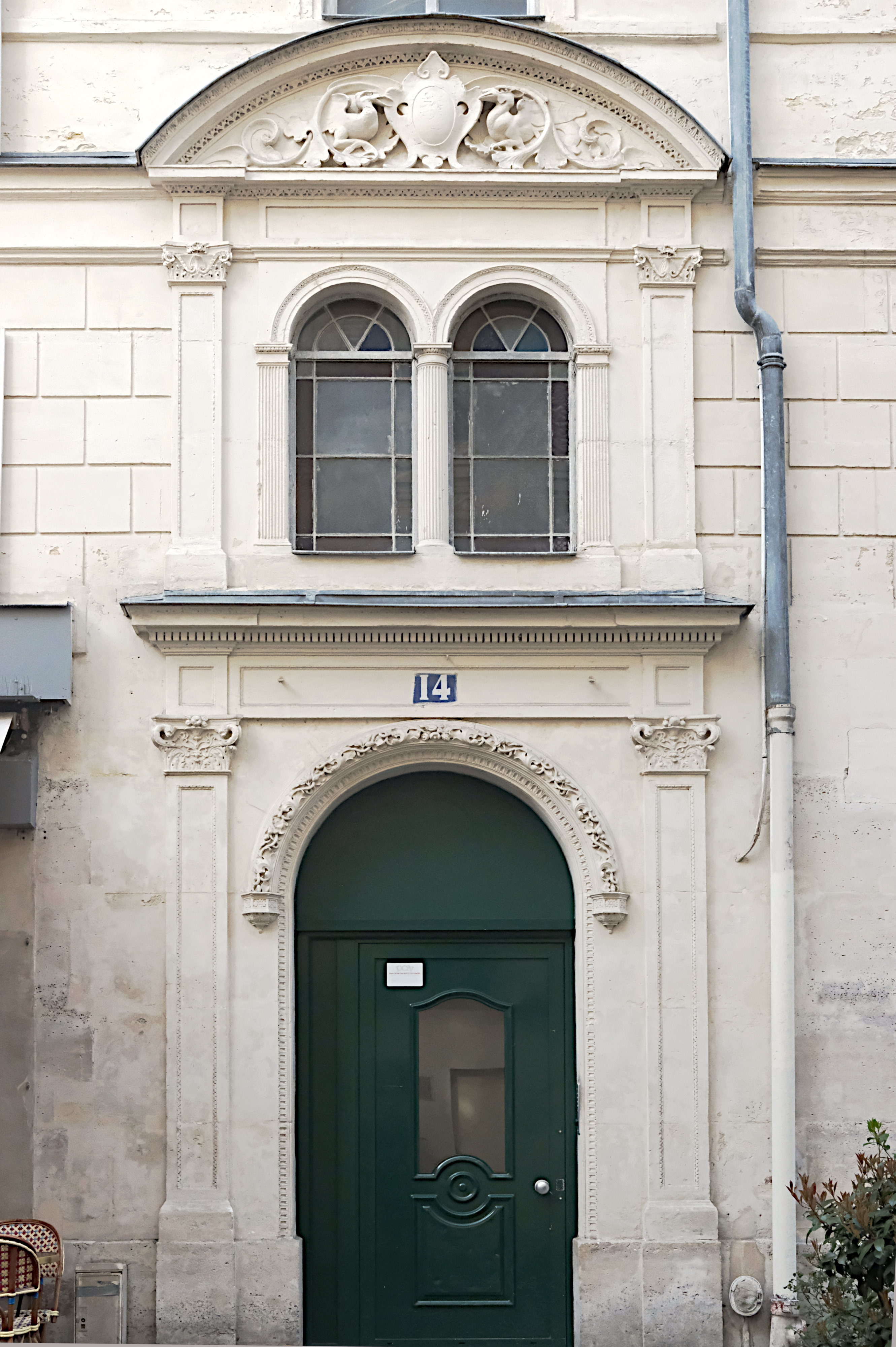
L'entrée du no 14.

Au no 16 habita, quelques jours avant sa mort, l'écrivain Henri Murger (1822-1861).